# Кръстьо Петков
Вижте пояснителната страница за други личности с името Кръстьо Петков.
Кръстьо Петков Петков е български учен и политик, председател на Обединения блок на труда, който основава през 1997 г. Народен представител от парламентарната група на Коалиция за България в XXXIX народно събрание. Председател на КНСБ (1990-1997). Член на Българската социологическа асоциация и на Изследователския комитет по социология на труда.

## Биография
Роден е на 18 ноември 1943 г. в село Княз Александрово (днес град Димово), България. Завършва Техникума по хидромелиорации в град Павликени, а през 1968 г. се дипломира със специалност „Политическа икономия“ във Висшия икономически институт „Карл Маркс“ - София.
Започва работа като специалист, а след това като научен сътрудник в секция „Социология на труда“ в Института по труда. През 1978 г. е избран за доцент по социология във Висшия икономически институт „Карл Маркс“. През 1986 г. защитава докторска дисертация по проблема за трудовите отношения и е избран за професор по социология в Софийския университет „Св. Климент Охридски“. Специализира социология, социология на труда, икономика и социална политика в Академията на науките в Новосибирск, в Международния институт по труда в Женева, в Университета по икономика и политически науки в Англия.
Участвал е в университетски програми и семинари в САЩ, в университетите в Мичиган, Бъркли, Дюк и др.
В периода 1976 - 1991 г. заемал различни ръководни длъжности в научни институции:
- Ръководител на лаборатория „Социология и психофизиология на труда“ в Института по труда (1976 – 1977)
- Ръководител на група „Социологически изследвания“ към Информационния център на ЦК на БКП (1978 – 1982)
- Директор на Профсъюзния институт „Георги Димитров“ (1982 – 1987)
- Директор на Института по социология на БАН (1988 – 1990)

Бил е гостуващ преподавател в различни университети:
- Кентски университет, Кентърбъри, Англия. Избран за почетен доцент на същия университет[1]
- Католически университет, Тилбург, Нидерландия[1]
- Свободен университет, Брюксел, Катедра „Социология“[1]
- Университет в Билефелд, Германия, Катедра „Социология“[1]

Oт 1983 до 1987 г. е сътрудник на военното контраразузнаване по международните контакти и геополитически ситуации. Прекратява едностранно ангажимента си поради сериозно разминаване между неговите виждания за промяната на бившата социалистическа система и текущото управление.
Той е основател и първи председател на Конфедерацията на независимите синдикати - КНСБ (1990 - 1997). Като председател на КНСБ и като народен представител се е занимавал експертно с проблемите на социалната политика, икономиката и регионалното развитие. От май 1997 г. е председател на политическата формация Обединен блок на труда.
На 26 март 2015 г. е избран за почетен доктор на Стопанска академия „Димитър А. Ценов“ в Свищов.
Умира от рак на панкреаса на 23 декември 2016 г.